# All the Presidents’ Heads
All the Presidents’ Heads (рус. «Все президентские головы») — 23 эпизод 6 сезона мультсериала «Футурама».

## Содержание
Фрай устраивается ночным смотрителем в Музей голов. В одну из ночей он уступает перед напором скучающих американских президентов и устраивает для них вечеринку с участием экипажа Planet Express. В разгар веселья Зойдберг делает несколько глотков из сосуда с головой Линдона Джонсона и внезапно ненадолго попадает в 1960-е годы. Выясняется, что данный эффект вызван одним из компонентов консервирующей жидкости — кристаллическим опалом, крайне редким веществом (причем длительность эффекта зависит от концентрации порошка).
Профессор в разговоре с головой Джорджа Вашингтона узнает, что один из его предков, Дэвид Фарнсворт — фальшивомонетчик, предатель и враг революции. Горя желанием очистить доброе имя своей семьи, Профессор высыпает в банку Вашингтона весь музейный (и мировой) запас опалового порошка и лижет голову президента.
Фарнсворт и находящиеся в тот момент рядом с ним Фрай, Лила и Бендер перемещаются в 1775 год. Потратив почти сутки на поиски Дэвида Фарнсворта, они находят его в мастерской Пола Ревира. Профессор свершает правосудие, разбив предку-предателю голову подсвечником. Впрочем, его радость омрачена необдуманным поступком Фрая, случайно поставившего под угрозу судьбу Войны за независимость. Времени исправить ситуацию не остается — срок действия опала заканчивается.
Вернувшись в настоящее, герои обнаруживают, что кардинально изменили историю: Америка проиграла Войну за независимость и осталась колонией Англии, а национальным героем стал Дэвид Фарнсворт, выживший после удара Профессора и убивший впоследствии Джорджа Вашингтона. При этом сам профессор Фарнсворт как наследник Дэвида стал знатным дворянином, обладателем огромных поместий, и любовником (по праву наследства) действующей королевы Англии. Чудом найдя крупный опал, команда спешит в Музей голов. Там они встречают голову Дэвида и пользуются ею, чтобы вернуться в прошлое и исправить ошибку.

## Персонажи
Список новых или периодически появляющихся персонажей сериала
- Доктор Кэхилл
- Скраффи
- Смитти
- Урл